# Bengali vert
Amandava formosa
Espèce
Synonymes
- Estrilda formosa

Statut de conservation UICN

 VU A2cd+3cd+4cd : Vulnérable
Statut CITES
Le Bengali vert (Amandava formosa) est une espèce de passereaux appartenant à la famille des Estrildidae.

## Description
Cet oiseau mesure environ 10 cm de longueur. Il présente un léger dimorphisme sexuel.
Le mâle a les parties supérieures vert olive avec des reflets dorés sur le croupion, la queue noire et les parties inférieures jaune verdâtre avec les flancs striés de vert et de blanc.
La femelle est plus terne avec la face et les parties inférieures nuancées de gris.
Les yeux sont marron, le bec rouge et les pattes rosées.

## Répartition
Cet oiseau vit dans le centre de l'Inde.

## Habitat
Cet oiseau vit principalement dans le centre de l'Inde où elle peuple les milieux couverts de hautes herbes, les champs de canne à sucre et d'autres cultures mais aussi les prairies sèches et autres habitats ouverts avec arbres et buissons près de l'eau.

## Nidification
Cet oiseau construit un nid en boule.